# Friedrich Moritz von Uslar
Friedrich Moritz von Uslar (* 11. August 1598 in Waake bei Göttingen; † 13. Februar 1632 bei Braunschweig) war ein deutscher Oberst in der Zeit des Dreißigjährigen Krieges.

## Leben
Er war der jüngste von sieben Söhnen des braunschweig-wolfenbüttelschen Obersten Hans Ernst von Uslar († 1618 auf Gut Waake). Sein älterer Bruder war General Thilo Albrecht von Uslar. Friedrich Moritz von Uslar trat jung in den Militärdienst ein, kämpfte kurze Zeit bei den Truppen der Protestantischen Union und wurde 1620 in Prag Page Herzog Wilhelms IV. von Sachsen-Weimar. Dieser beförderte ihn zum Rittmeister und beauftragte ihn 1622 mit Werbungen im Hochstift Paderborn. Als Rittmeister diente er unter anderem in der dritten Weimarische Staffel, die von seinem Bruder geführt wurde und aus sechs Reitertrupps bestand. Er geriet in Natzungen in kroatische Gefangenschaft und wurde von Herzog Christian von Braunschweig ausgelöst. Er kämpfte mit diesem im Juni 1622 in der für die Protestanten unglücklich endenden Schlacht bei Höchst und nahm nachfolgend seinen Abschied aus der Armee. Sein älterer Bruder Georg von Uslar (* 10. September 1584; † 2. März 1638) nahm 1622 ebenfalls an den Kämpfen teil. Er wurde später schwedischer Generalmajor.
Er heiratete Cordula von Hardenberg (1602–1631) und trat erst 1626 wieder in den Dienst Herzog Christians ein. Dieser, nunmehr dänischer General, unterstellte ihm zwei berittene Kompanien. Mit diesen nahm er an der Verteidigung der Stadt Göttingen und an der Schlacht bei Lutter am Barenberge im August 1626 teil.
Friedrich Moritz von Uslar folgte König Christian IV. als Obrist-Wachtmeister des Rheingräflichen Regiments nach Dänemark und trat 1629 nach dem Frieden von Lübeck in das schwedische Heer ein. Nach einem Feldzug in Polen nahm er ab 1630 an den Kämpfen in Deutschland teil. Nach der Schlacht bei Breitenfeld im September 1631 wurde er von König Gustav Adolf zum Oberst ernannt. Unter dem Kommando des schwedischen Generals Gustaf Horn kämpfte er im Oktober erfolgreich bei Rothenburg ob der Tauber und nachfolgend am Rhein. Er starb am 13. Februar 1632 im Alter von 33 Jahren auf einer Reise unweit Braunschweig.